# Pinhal de São Bento
Pinhal de São Bento är en kommun i Brasilien.   Den ligger i delstaten Paraná, i den södra delen av landet, 1 300 km sydväst om huvudstaden Brasília. Antalet invånare är 2 620.
Omgivningarna runt Pinhal de São Bento är en mosaik av jordbruksmark och naturlig växtlighet. Runt Pinhal de São Bento är det glesbefolkat, med 15 invånare per kvadratkilometer.